# 台湾长尾麝鼩
台湾长尾麝鼩（学名：Crocidura tadae），一种分布于台湾岛及其附属岛屿的小型哺乳动物，隶属于鼩鼱科麝鼩属。本种原被视为南小麝鼩（Crocidura horsfieldi）或华南中麝鼩（Crocidura rapax）的一个亚种，系统分类学研究确认本种为有效种。

## 形态特征
台湾长尾麝鼩头体长60～68毫米，尾长44～59毫米。尾巴从基部至超过50%处具有稀疏的长刚毛。